# Alternaria cyphomandrae
Alternaria cyphomandrae är en svampart som beskrevs av E.G. Simmons 2000. Alternaria cyphomandrae ingår i släktet Alternaria och familjen Pleosporaceae.   Inga underarter finns listade i Catalogue of Life.